# Karoline Amalie von Hessen-Kassel

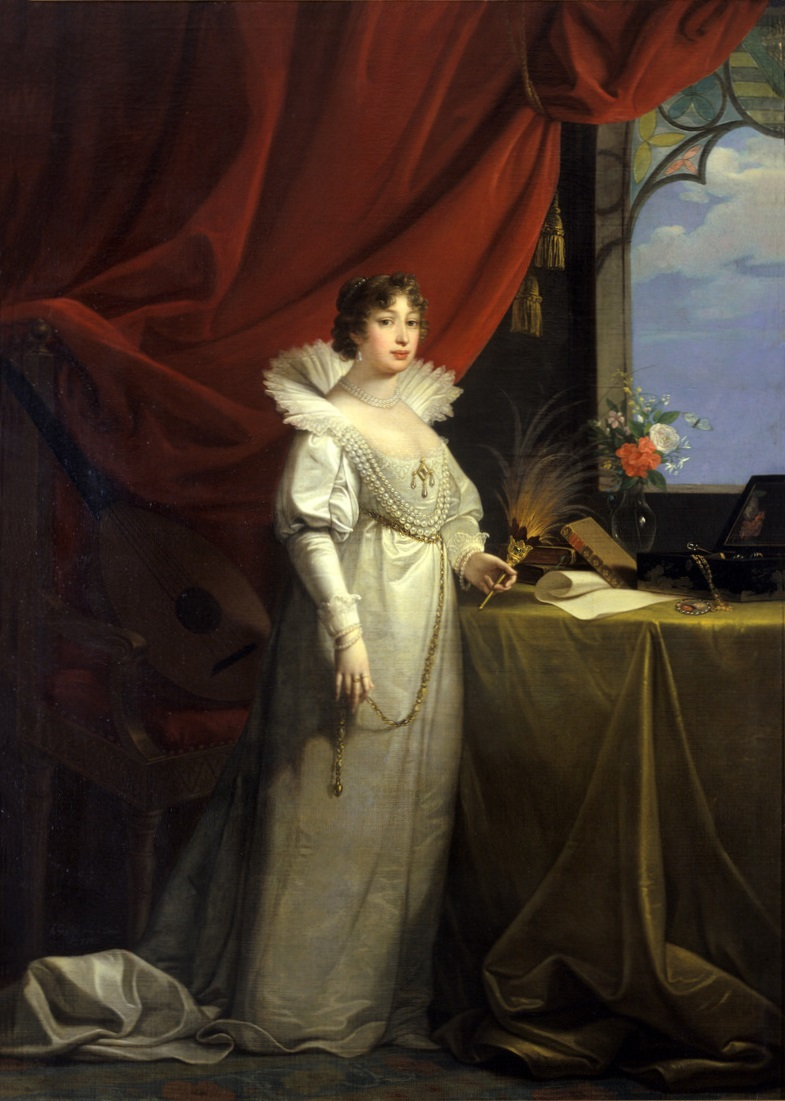
Herzogin Karoline Amalie von Sachsen-Gotha-Altenburg, geb. Prinzessin von Hessen-Kassel, im Jahre 1804 (Bildnis von Josef Maria Grassi)

Karoline Amalie (* 11. Juli 1771 in Hanau; † 22. Februar 1848 in Gotha) war als Gemahlin Herzog Augusts Herzogin von Sachsen-Gotha-Altenburg und genoss insbesondere aufgrund ihres wohltätigen Wirkens große Achtung.

## Leben
Karoline Amalie wurde als Prinzessin von Hessen-Kassel geboren. Ihr Vater war der Landgraf und spätere Kurfürst Wilhelm IX./I., ihre Mutter war Prinzessin Wilhelmine Karoline von Dänemark und Norwegen, Tochter des Königs Friedrich V.
Nachdem Prinz Friedrich von Hessen-Kassel, der älteste Sohn ihres Onkels Karl von Hessen-Kassel aus dessen Ehe mit Louise von Dänemark, 1799 die Verlobung mit seiner Cousine Karoline Amalie gelöst hatte, wies diese im Jahr darauf die Werbung Prinz Friedrichs von Hessen-Homburg ab. Grund dafür war die unstandesgemäße Affäre der Prinzessin mit dem hessen-kasselschen Kammerjunker Graf Ludwig von Taube, welche ihr Vater Wilhelm mit der Versetzung Taubes und dessen nachfolgender Entlassung beendete. Im Sommer 1801 lernte Karoline Amalie Erbprinz August von Sachsen-Gotha-Altenburg kennen, als dieser sich in Kassel aufhielt. Im Januar des darauffolgenden Jahres hielt Augusts Vater, Herzog Ernst II., bei Kurfürst Wilhelm im Namen seines Sohnes um die Hand der Prinzessin an. Am 24. April 1802 wurde die Ehe geschlossen, die jedoch kinderlos blieb. Karoline Amalie, die nach dem Tod ihres Schwiegervaters 1804 Herzogin von Sachsen-Gotha-Altenburg wurde, widmete sich jedoch hingebungsvoll der Tochter ihres Gatten aus dessen erster Ehe, Prinzessin Luise.
Die bekannte Malerin Caroline Louise Seidler, die sich im Winter 1811 am Gothaer Hof aufhielt, um die herzogliche Familie zu porträtieren, beschrieb Karoline Amalie eher unschmeichelhaft als „gute, wohlwollende, jedoch nicht eben hervorragende Dame“. Zum Verhältnis der Herzogin zu ihrem Gatten August meinte sie: „Sie liebte ihren Gemahl schwärmerisch, dessen Geist sie anstaunte.“
Doch „da die beiderseitigen Lebensanschauungen durchaus keine Berührungspunkte boten“, entfremdete sich Karoline Amalie schon nach wenigen Jahren Ehe von ihrem als Sonderling beschriebenen, oft betont weiblich auftretenden und verschwenderischen Gatten August und zog sich ab etwa 1810 zunehmend aus der Öffentlichkeit zurück. Ein Grund dafür war auch die Begeisterung ihres Gatten für Napoleon, die Karoline Amalie nicht teilte, hatten doch ihre Eltern, das Kurfürstenpaar von Hessen-Kassel, nach der Besetzung Hessen-Kassels durch Napoleon 1806 ins Exil fliehen müssen.

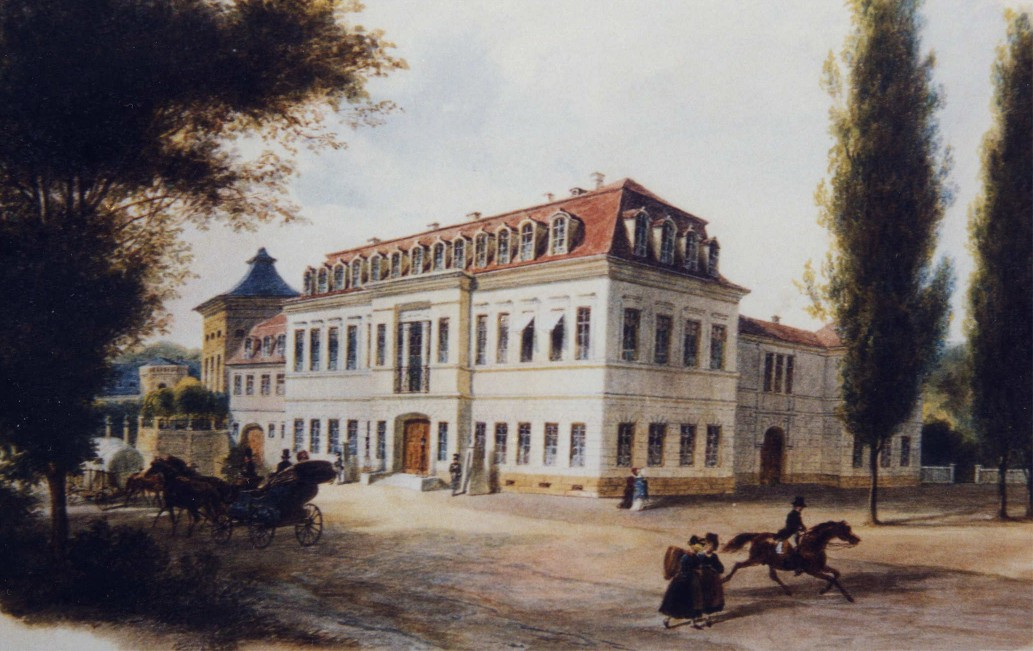
Ansicht des Winterpalais, auch Witwenpalais genannt, vom Karolinenplatz aus (Heinrich Justus Schneider, um 1840)

Nach dem Ausbau des Gothaer Winterpalais als Witwensitz (daher auch die einst geläufige Bezeichnung Witwenpalais) bezog Karoline Amalie das neben der Orangerie gelegene städtische Palais, das ihr Herzog August 1821 geschenkt hatte. Hier besuchte sie im August 1845 auch das britische Königspaar Victoria und Albert von Sachsen-Coburg und Gotha während ihres Deutschlandaufenthalts. Die Privilegirte Gothaische Zeitung schrieb anlässlich dieses Besuches: „... jeder Gothaner freute sich herzinnig des Glückes, dessen die hochverehrte edle Fürstin, die verwitwete Herzogin Carolina Amalia theilhaftig werden sollte, die erhabene Gemahlin Ihres heißgeliebten Enkels, des Prinzen Albert, in ihre mütterliche Arme zu schließen.“
Prinz Albert (Sohn von Karoline Amalies Stieftochter Luise) war zeitlebens der Lieblingsenkel der Herzoginwitwe. Von 1822 bis 1835 hatte er mit seinem Bruder Ernst alljährlich mehrere Wochen in der Obhut Karoline Amalies im Winterpalais verbracht. Bis zu ihrem Tode stand er mit ihr in regem Briefwechsel, wobei er sie stets mit „Geliebte Großmama“ anredete und seine Briefe mit „Dein treuer Enkel Albert“ zeichnete.
Alberts Bruder, Herzog Ernst II. von Sachsen-Coburg und Gotha, erinnerte sich seiner Stiefgroßmutter mit den Worten: „Sie besaß in ihrem langen Leben kaum einen Feind und genoß bis an ihren Tod [...] eine wahrhaft seltene Verehrung.“
Am 22. Februar 1848 verstarb Karoline Amalie im Winterpalais, wie die Privilegirte Gothaische Zeitung noch am selben Tag vermeldete: „Als am 14. des gegenwärtigen Monats Ihre Hoheit die verwittwete Herzogin v. S. Gotha und Altenburg von einem Brustleiden befallen wurde, hegten wir nur eine geringe Besorgniß, daß sie recht bald und glücklich beseitigt werden würde. Um so empfindlicher ist der Schmerz, um so tiefer die Trauer, daß so bald, so allzu früh die verstorbene Fürstin aus unserer Mitte geschieden ist. Ihre Hoheit endete ihr irdisches Dasein heute Nachmittag nach 2 Uhr.“
Fünf Tage später, am 27. Februar, wurde die Verstorbene als letztes Mitglied der herzoglichen Familie auf der Begräbnisinsel im Parkteich des Gothaer Schlossparks beigesetzt. Ihre Beisetzung in der Gruft, in der bereits ihr Gatte Herzog August ruhte, erfolgte auf ihren ausdrücklichen Wunsch „ohne Gepränge“. Wie alle hier befindlichen Gräber der herzoglichen Familie ist auch das Karoline Amalies durch kein Denkmal bezeichnet. Das schlichte Blumenoval, welches einst das Grab kenntlich machte, existiert bereits seit Jahrzehnten nicht mehr, sodass der exakte Begräbnisort Karoline Amalies heute unbekannt ist.
Karoline Amalie war die letzte Herzogin des von Ernst I., dem Frommen begründeten Herzogtums Sachsen-Gotha-Altenburg sowie letzte Trägerin des Adelstitels von Sachsen-Gotha-Altenburg. Die männliche Linie des Hauses war bereits 1825 mit dem Tod ihres Schwagers, Herzog Friedrich IV., erloschen.

## Wirken
Karoline Amalie war bekannt für ihren großen Wohltätigkeitssinn. Besonders nach der Hochzeit ihrer Stieftochter Prinzessin Luise mit Ernst III. von Sachsen-Coburg-Saalfeld im Jahre 1817 und dem Tod ihres Gatten Herzog August im Jahre 1822 wurde sie zu einer wahren „Mutter der Notleidenden und Armen“, die bei der Bevölkerung höchstes Ansehen genoss.
1824 begründete sie in der Residenzstadt Gotha die ab 1828 nach ihr benannte Karolinenschule, in der Töchter minderbemittelter Eltern nach der Konfirmation unterrichtet und zu Dienstboten ausgebildet wurden. Die ebenfalls von ihr ins Leben gerufene Karolinenstiftung zahlte aus den Zinsen des Legats jährlich 438 Mark für Armenzwecke und 300 Mark als Stipendien für Gymnasiasten.
Der Gothaer Superintendent und Ehrenbürger Otto Dreyer attestierte Karoline Amalie „eine aus wahrhaft landesmütterlichem Herzen fließende Opferfreudigkeit, wo es Noth zu lindern und Thränen zu trocknen galt, eine selbst unter den schwierigsten Umständen nicht nachlassende Bereitwilligkeit zu helfen“.
Karoline Amalie war darüber hinaus eine leidenschaftliche Musikliebhaberin, die in Gotha ideale Bedingungen für den aufstrebenden Komponisten und Violinvirtuosen Louis Spohr schuf. Auch auf ihr Betreiben hin erhielt Spohr im Jahre 1805 die Anstellung als Konzertmeister am gothaischen Hof, die er bis 1813 innehatte.

## Ehrungen
Die Verehrung, die Karoline Amalie vor allem in Gotha zuteilwurde, drückte sich unter anderem darin aus, dass bereits zu ihren Lebzeiten der Platz neben dem Winterpalais nach ihr als Karolinenplatz benannt wurde. Die Straße vom Schloss Friedenstein hinunter zum Winterpalais wurde ihr zu Ehren als Karolinenstraße benannt. Nach ihrem Tode geriet Karoline Amalie jedoch rasch in Vergessenheit. Bereits 1858 wurde die Karolinenstraße in Friedrich-Jacobs-Straße umbenannt, die Tradition der Karolinenschule endete in der ersten Hälfte des 20. Jahrhunderts und 1950 wurde der Karolinenplatz in Leninplatz (heute Ekhofplatz) umbenannt. Die Stadt erinnerte sich erst 2010 im Rahmen der Vorbereitungen für das Deutsch-Englische Jahr in Gotha wieder der letzten Herzogin des Hauses Sachsen-Gotha-Altenburg. Am 5. September 2011 wurde Karoline Amalies unter dem Motto „Die Letzte eines großen Namens“ mit einem Vortrag gedacht, der im Anschluss an die Grundsteinlegung für den Neubau des Winterpalais gehalten wurde. Im Juni 2013 beschloss der Stadtrat, den Innenhof des Winterpalais zu Ehren der Herzogin Karolinenhof zu benennen.
In Altenburg, der zweiten großen Stadt des Herzogtums Sachsen-Gotha-Altenburg, wurde die 1810 begründete private Höhere Töchterschule im Jahre 1819 nach der Herzogin benannt, die der Bildungseinrichtung testamentarisch auch eine hohe Summe hinterließ. Im Jahre 2000 bekam die Schule, die zu DDR-Zeiten nicht mehr Karolinum heißen durfte, ihren alten Namen zurück und heißt seither offiziell Staatliche Grundschule Karolinum.

## Sonstiges
Im Jahr 2009 ließen Andreas M. Cramer, Gothaer Sagensammler und Mundartenforscher, und Ralph-Uwe Heinz, Schauspieler aus Gotha, in ihrem Silvestersketch Dar neunzschsde Gebordsdaach oder Dinner for One auf Goth'sch die Person Karoline Amalies für das Theater wiederauferstehen. In der Mundart-Adaption des Kultklassikers feiert sie als Herzogin Sophie Karoline Amalie (kurz Herzogin Sophie) im Winterpalais ihren 90. Geburtstag im Kreise ihrer vier längst verstorbenen, prominenten Freunde. Darüber hinaus wird in der Vorrede zum Stück und in Andreas M. Cramers Roman Dinner for One auf Goth’sch behauptet, dass die Herzoginwitwe und ihr Diener Schluder die eigentlichen Vorbilder für die Figuren der Miss Sophie und des Butlers James gewesen seien. Die Anekdote vom seltsamen Geburtstagsritual der Herzogin sei erst 1845 nach dem Gotha-Besuch Prinz Alberts von Sachsen-Coburg und Gotha, des Lieblingsenkels der Herzogin, nach Großbritannien gekommen, wo sie der Theaterautor Lauri Wylie in den 1930er-Jahren zufällig wiederentdeckte und erstmals als Dinner for One für die Bühne adaptierte.
Dazu formuliert Regionalkorrespondentin Ruth Breer, MDR 1 Radio Thüringen: „Im […] Buch sind Geschichte und Legende wunderbar miteinander verwoben. Darin frisiert Andreas Cramer […] Fakten so charmant um, dass eine schlüssige Geschichte entsteht – eine beinahe wahre …“. Ein Beispiel für Cramers kreativen Umgang mit Fakten ist die Angabe, die Herzoginwitwe sei am 22. Februar 1869 im Alter von 98 Jahren verstorben. Die echte Herzogin Karoline Amalie (sie hieß nie Sophie) war jedoch 21 Jahre früher, am 22. Februar 1848 im Alter von 77 Jahren, verstorben und erlebte ihren neunzschsden Gebordsdaach gar nicht mehr. „Die Handlung wirkt durch die Mischung realer Namen, Daten, Ereignisse und Zitate absolut glaubwürdig.“, urteilt Matthias Wenzel in der Gothaer Tagespost/TLZ. Cramer selbst merkt indes im Vorwort seines Romans an, dass es sich bei der Handlung um „nichts als beinahe die Wahrheit“ handelt.

## Vorfahren
|  |                                                       |  |  |  |  |  |  |  |  |  |  |  |  |
|  | Wilhelm VIII. Landgraf von Hessen-Kassel (1682–1760)  |  |  |  |  |  |  |  |  |  |  |  |  |
|  |                                                       |  |  |  |  |  |  |  |  |  |  |  |  |
|  |                                                       |  |  |  |  |  |  |  |  |  |  |  |  |
|  | Friedrich II. Landgraf von Hessen-Kassel (1720–1785)  |  |  |  |  |  |  |  |  |  |  |  |  |
|  |                                                       |  |  |  |  |  |  |  |  |  |  |  |  |
|  |                                                       |  |  |  |  |  |  |  |  |  |  |  |  |
|  | Dorothea Wilhelmine von Sachsen-Zeitz (1691–1743)     |  |  |  |  |  |  |  |  |  |  |  |  |
|  |                                                       |  |  |  |  |  |  |  |  |  |  |  |  |
|  |                                                       |  |  |  |  |  |  |  |  |  |  |  |  |
|  | Wilhelm I. Kurfürst von Hessen-Kassel (1743–1821)     |  |  |  |  |  |  |  |  |  |  |  |  |
|  |                                                       |  |  |  |  |  |  |  |  |  |  |  |  |
|  |                                                       |  |  |  |  |  |  |  |  |  |  |  |  |
|  | Georg II. König von Großbritannien (1683–1760)        |  |  |  |  |  |  |  |  |  |  |  |  |
|  |                                                       |  |  |  |  |  |  |  |  |  |  |  |  |
|  |                                                       |  |  |  |  |  |  |  |  |  |  |  |  |
|  | Maria von Großbritannien (1723–1772)                  |  |  |  |  |  |  |  |  |  |  |  |  |
|  |                                                       |  |  |  |  |  |  |  |  |  |  |  |  |
|  |                                                       |  |  |  |  |  |  |  |  |  |  |  |  |
|  | Caroline von Brandenburg-Ansbach (1683–1737)          |  |  |  |  |  |  |  |  |  |  |  |  |
|  |                                                       |  |  |  |  |  |  |  |  |  |  |  |  |
|  |                                                       |  |  |  |  |  |  |  |  |  |  |  |  |
|  | Karoline von Hessen-Kassel                            |  |  |  |  |  |  |  |  |  |  |  |  |
|  |                                                       |  |  |  |  |  |  |  |  |  |  |  |  |
|  |                                                       |  |  |  |  |  |  |  |  |  |  |  |  |
|  | Christian VI. König von Dänemark, (1699–1746)         |  |  |  |  |  |  |  |  |  |  |  |  |
|  |                                                       |  |  |  |  |  |  |  |  |  |  |  |  |
|  |                                                       |  |  |  |  |  |  |  |  |  |  |  |  |
|  | Friedrich V. König von Dänemark (1723–1766)           |  |  |  |  |  |  |  |  |  |  |  |  |
|  |                                                       |  |  |  |  |  |  |  |  |  |  |  |  |
|  |                                                       |  |  |  |  |  |  |  |  |  |  |  |  |
|  | Sophie Magdalene von Brandenburg-Kulmbach (1700–1770) |  |  |  |  |  |  |  |  |  |  |  |  |
|  |                                                       |  |  |  |  |  |  |  |  |  |  |  |  |
|  |                                                       |  |  |  |  |  |  |  |  |  |  |  |  |
|  | Wilhelmine Karoline von Dänemark (1747–1820)          |  |  |  |  |  |  |  |  |  |  |  |  |
|  |                                                       |  |  |  |  |  |  |  |  |  |  |  |  |
|  |                                                       |  |  |  |  |  |  |  |  |  |  |  |  |
|  | Georg II. König von Großbritannien (1683–1760)        |  |  |  |  |  |  |  |  |  |  |  |  |
|  |                                                       |  |  |  |  |  |  |  |  |  |  |  |  |
|  |                                                       |  |  |  |  |  |  |  |  |  |  |  |  |
|  | Louise von Großbritannien (1724–1751)                 |  |  |  |  |  |  |  |  |  |  |  |  |
|  |                                                       |  |  |  |  |  |  |  |  |  |  |  |  |
|  |                                                       |  |  |  |  |  |  |  |  |  |  |  |  |
|  | Caroline von Brandenburg-Ansbach (1683–1737)          |  |  |  |  |  |  |  |  |  |  |  |  |
|  |                                                       |  |  |  |  |  |  |  |  |  |  |  |  |
|  |                                                       |  |  |  |  |  |  |  |  |  |  |  |  |

Durch interfamiliäre Heiraten sind König Georg II. von Großbritannien und seine Frau Caroline gleich zweifache Ur-Großeltern von Wilhelm II. von Hessen-Kassel.